# Hołubiwka
Hołubiwka (ukr. Голубівка) – miasto w obwodzie ługańskim na Ukrainie, nad Łuhaniem. Od 2014 roku znajduje się pod kontrolą Ługańskiej Republiki Ludowej.
W miejscowości znajduje się stacja kolei donieckiej.
Prawa miejskie posiada od 1962.

## Nazwa
Do 22 maja 2016 roku nosiło nazwę Kirowsk (ukr. Кіровськ).

## Demografia
- 1989 – 41 334[3][5]
- 2013 – 28 529[6]
- 2014 – 28 244[1]